# Thysanolaena latifolia
Thysanolaena latifolia (Roxb. ex Hornem.) Honda, 1930 è una pianta angiosperma monocotiledone appartenente alla famiglia delle Poacee (sottofamiglia Pooideae). È l'unica specie del genere Thysanolaena Nees, 1835 e della tribù Thysanolaeneae C.E.Hubb, 1934.

## Etimologia
Il nome generico (Thysanolaena) deriva da due parole greche "thysanos" (= frange) e "chlaena" (= mantello). Il lemma di queste piante è marcatamente cigliato. L'epiteto specifico (latifolia) indica delle foglie particolarmente larghe.
Il nome scientifico della specie è stato definito dal botanico giapponese Masaji Honda (1897-1984) nella pubblicazione "Journ. Fac. Sc. Tokyo, Sect. III. Bot. iii. 312" del 1930. Il nome del genere è stato definito dal botanico, entomologo e fisico tedesco Christian Gottfried Daniel Nees von Esenbeck (Reichelsheim, 14 febbraio 1776 – Breslavia, 16 marzo 1858) nella pubblicazione "Edinburgh New Philosophical Journal. Edinburgh" (Edinburgh New Philos. J. xviii. 180.) del 1835. Il nome della tribù è stato definito dal botanico britannico Charles Edward Hubbard (1900 – 1980) nella pubblicazione "Fam. Fl. Pl. 2: 222. 20" del 1934.

## Descrizione

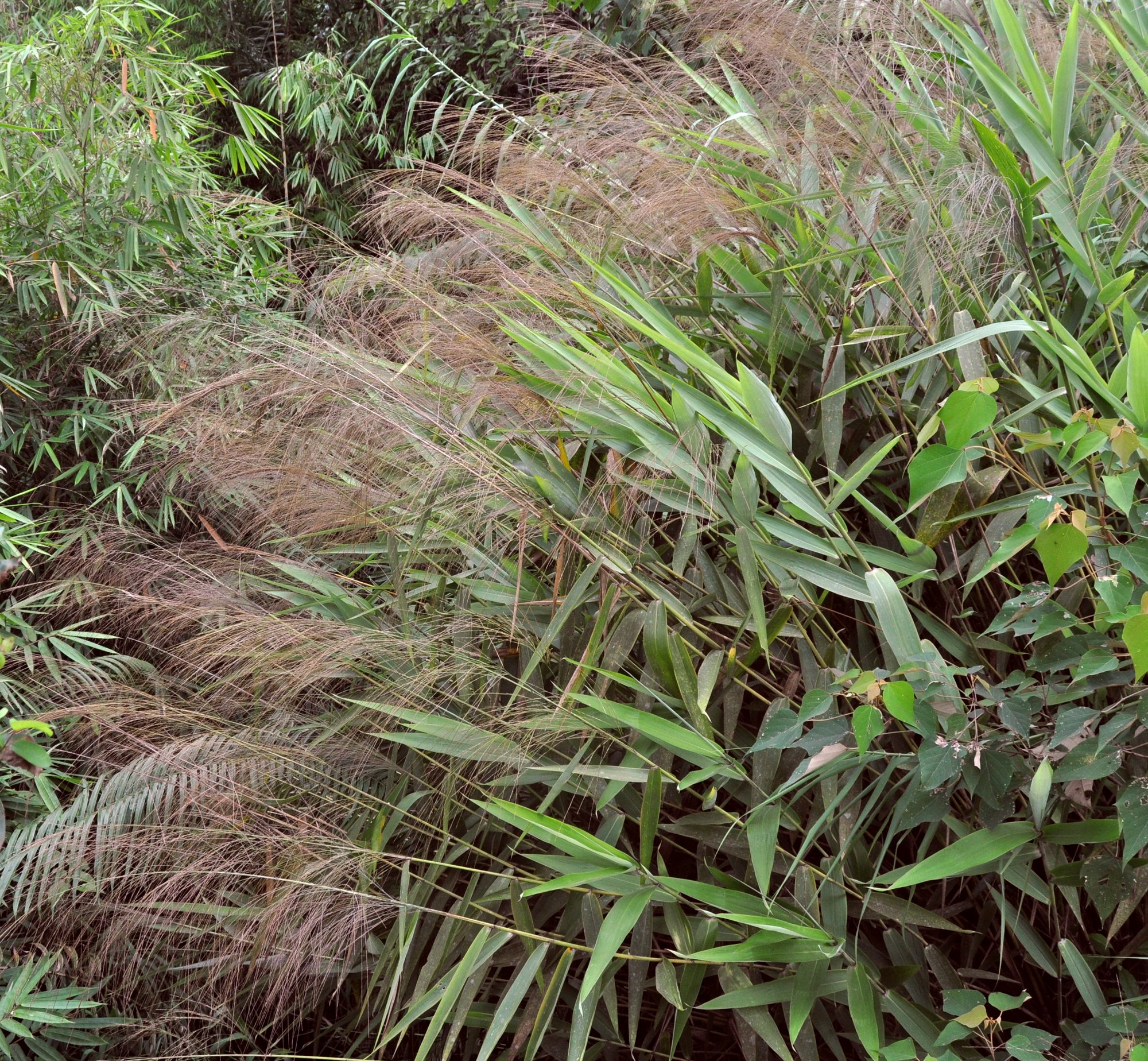
Il portamento

Le foglie

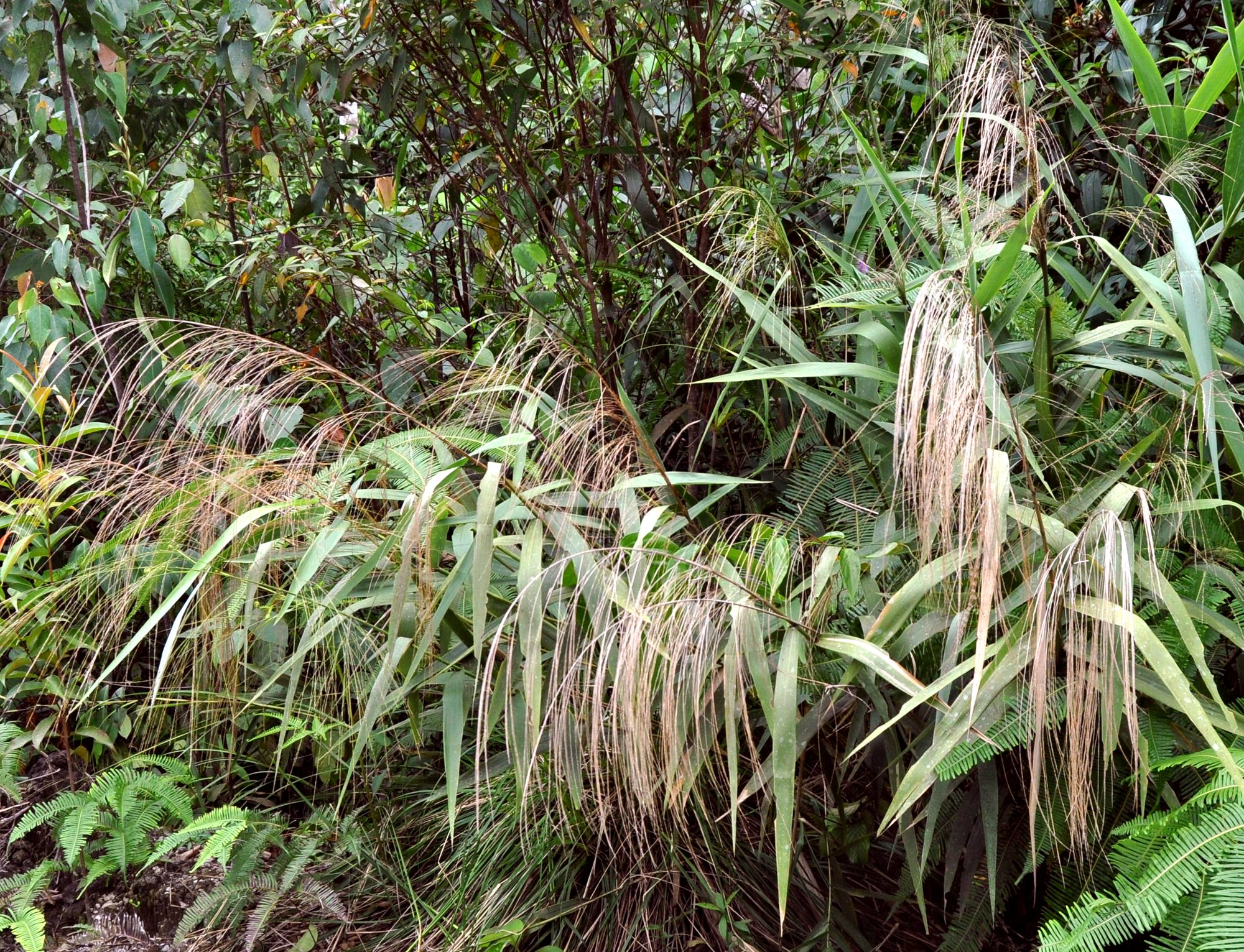
Infiorescenza

I fiori

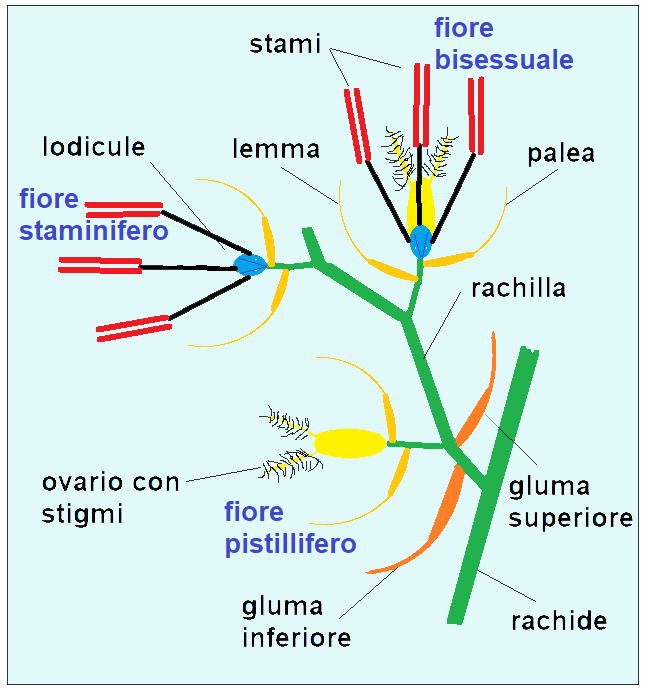
Spighetta generica con tre fiori diversi

### Portamento
Il portamento delle specie di questo gruppo in genere è cespitoso con una altezza massima di 2 - 4 metri. La forma biologica è emicriptofita cespitosa (H caesp), sono piante erbacee, bienni o perenni, con gemme svernanti al livello del suolo e protette dalla lettiera o dalla neve e presentano ciuffi fitti di foglie che si dipartono dal suolo. I culmi, spesso arcuati, non sono ramificati. Il ciclo fotosintetico di queste piante è di tipo C3.

### Foglie
Le foglie lungo il culmo sono disposte in modo alterno, sono distiche e si originano dai vari nodi. Sono composte da una guaina, una ligula e una lamina. Le venature sono parallelinervie-incrociate. Possono essere presenti dei pseudopiccioli.
- Guaina: la guaina è abbracciante il fusto; la superficie è liscia.
- Ligula: le ligule sono membranosa; la membrana è sfrangiata oppure termina con una frangia di peli; la ligula è tronca. Lunghezza: 1  – 2 mm.
- Lamina: la lamina ha delle forme generalmente lineari (lanceolate-oblunghe) e piatte; le lamine sono disarticolanti; la consistenza è coriacea. Dimensioni delle foglie: larghezza 3 – 7 cm; lunghezza 40 cm.

### Fiori
- Infiorescenza principale (sinfiorescenza o semplicemente spiga): le infiorescenze, ascellari e terminali, in genere sono ramificate (1 - 3 rami per nodo) e sono formate da alcune spighette ed hanno la forma di una pannocchia aperta o contratta. I rami hanno un portamento rilassato e diffuso. Lunghezza della pannocchia: 60 cm.
- Infiorescenza secondaria (o spighetta): le spighette, pedicellate e compresse lateralmente o dorsoventralmente, sottese da due brattee distiche e strettamente sovrapposte chiamate glume (inferiore e superiore), sono formate da due fiori (quello superiore è bisessuale; mentre il fiore inferiore è ridotto ad un lemma sterile). Alla base di ogni fiore sono presenti due brattee: la palea e il lemma. La disarticolazione avviene con la rottura della rachilla sotto le glume. Lunghezza delle spighette: 1,5 - 1,8 cm. Pedicelli lunghi 2 mm.
- Glume: le glume, più o meno uguali e con forme ovato-lanceolate, sono membranose eventualmente con bordi ialini, con o senza barbe; sono più corte della spighetta (1/5 - 1/4 della lunghezza della spighetta).
- Palea: la palea, eventualmente carenata (o bicarenata), è membranosa con o senza barbe.
- Lemma: il lemma, con forme lanceolate, è membranoso eventualmente con bordi ialini o precisi, con o senza barbe.

I fiori fertili sono attinomorfi formati da 3 verticilli: perianzio ridotto, androceo  e gineceo.
- Formula fiorale:[9]

*, P 2, A (1-)3(-6), G (2–3) supero, cariosside.
- Il perianzio è ridotto e formato da due lodicule, delle squame traslucide, poco visibili (forse relitto di un verticillo di 3 sepali). Le lodicule hanno una consistenza carnosa.
- L'androceo è composto da 3 stami ognuno con un breve filamento libero, una antera sagittata e due teche. Le antere, marroni e lunghe 0,5 – 1 mm, sono basifisse con deiscenza laterale. Il polline è monoporato.
- Il gineceo è composto da 3-(2) carpelli connati formanti un ovario supero. L'ovario, glabro, ha un solo loculo con un solo ovulo subapicale (o quasi basale). L'ovulo è anfitropo e semianatropo e tenuinucellato o crassinucellato. Lo stilo, breve, è unico con due stigmi in genere piumosi.

### Frutti
I frutti sono del tipo cariosside, ossia sono dei piccoli chicchi indeiscenti, con forme oblunghe (0,5 mm), nei quali il pericarpo è formato da una sottile parete che circonda il singolo seme. In particolare il pericarpo è fuso al seme ed è aderente. L'endocarpo non è indurito e l'ilo è puntiforme. L'embrione è provvisto quasi sempre di epiblasto ha un solo cotiledone (allungato) altamente modificato (scutello con fessura) in posizione laterale. I margini embrionali della foglia si sovrappongono.

## Biologia
Come gran parte delle Poaceae, le specie di questo genere si riproducono per impollinazione anemogama. Gli stigmi più o meno piumosi sono una caratteristica importante per catturare meglio il polline aereo. La dispersione dei semi avviene inizialmente a opera del vento (dispersione anemocora) e una volta giunti a terra grazie all'azione di insetti come le formiche (mirmecoria).

## Distribuzione e habitat
Questa specie è diffusa nell'Asia tropicale e subtropicale.
Gli habitat tipici per questa pianta sono le valli tra rocce, i boschetti (margini dei boschi), i prati aperti e le sponde dei fiumi.

## Tassonomia
La famiglia delle Poacee comprende circa 800 generi e oltre 9.000 specie. È una delle famiglie più numerose e più importanti del gruppo delle monocotiledoni. La famiglia è suddivisa in 12 sottofamiglie, la tribù Thysanolaeneae fa parte della sottofamiglia Panicoideae.

### Filogenesi
All'interno della famiglia Poaceae la sottofamiglia Panicoideae appartiene al clade "PACMAD" (formato dalle sottofamiglie Aristidoideae, Arundinoideae, Micrairoideae, Danthonioideae, Chloridoideae e Panicoideae). Questo clade con il clade BEP (formato dalle sottofamiglie Ehrhartoideae, Bambusoideae e Pooideae) forma un "gruppo fratello" (il clade BEP a volte è chiamato clade "BOP" in quanto la sottofamiglia Ehrhartoideae a volte è chiamata Oryzoideae). La sottofamiglia di questa voce, nell'ambito del clade "PACMAD", a parte la sottofamiglia Aristidoideae in posizione "basale", forma un "gruppo fratello" con il resto delle sottofamiglie del clade.
Il clade "PACMAD" è un gruppo fortemente supportato fin dalle prime analisi filogenetiche di tipo molecolare. Questo gruppo non ha evidenti sinapomorfie morfologiche con l'unica eccezione dell'internodo mesocotiledone allungato dell'embrione. Questo clade inoltre è caratterizzato, nella maggior parte delle piante, dal ciclo fotosintetico di tipo C4 (ma anche a volte tipo C3).
La tribù Thysanolaeneae fa parte del primo gruppo di tribù che si sono differenziate nell'ambito della sottofamiglia e con la tribù Cyperochloeae forma un "gruppo fratello". In alcuni studi queste due tribù vengono descritte come sottotribù della tribù Centotheceae. In precedenza il genere  Thysanolaena era descritto nella tribù Centotheceae.
Sebbene la morfologia della spighetta della specie di questa voce sia superficialmente simile a quella delle Panicoideae s.s., la rachilla si estende come un corto troncone oltre il fiore superiore, un carattere raro nella sottofamiglia.
Il numero cromosomico della specie T. latifolia è: 2n = 24.

### Sinonimi
Questa entità ha avuto nel tempo diverse nomenclature. L'elenco seguente indica alcuni tra i sinonimi più frequenti:
- Agrostis maxima Roxb.
- Arundo minutiflora  Brongn.
- Melica latifolia  Roxb. ex Hornem.
- Myriachaeta arundinacea  Zoll. & Moritzi
- Myriachaeta glauca  Moritzi ex Steud.
- Neyraudia acarifera  (Roxb. ex Hornem.) Conert
- Panicum acariferum  Trin.
- Sporobolus gigas  (Steud.) Miq.
- Sporobolus scopariu s J.Presl
- Thysanolaena acarifera  Arn. & Nees
- Thysanolaena agrostis  Nees
- Thysanolaena assamensis  Gand.
- Thysanolaena birmanica  Gand.
- Thysanolaena malaccensis  Gand.
- Thysanolaena maxima  (Roxb.) Kuntze
- Thysanolaena sikkimensis  Gand.
- Vilfa gigas  Steud.
- Vilfa scoparia  (J.Presl) Steud.